# Zbigniew Zapasiewicz

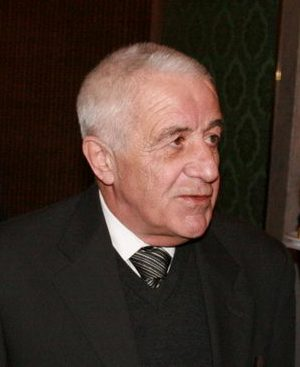
Zbigniew Zapasiewicz, 2008

Zbigniew Jan Zapasiewicz (Warschau, 13 september 1934 – aldaar, 14 juli 2009) was een van de meest prominente naoorlogse Poolse acteurs. Hij was ook theaterregisseur en -pedagoog.
In 1951-1952 studeerde hij scheikunde aan de universiteit van Warschau, maar in 1956 studeerde hij af als acteur aan de Nationale Theateracademie in Warschau. Hij debuteerde als acteur in 1955 bij het Theater van Nieuw Warschau. 
In de periode van 1959 tot 1966 was Zapasiewicz acteur bij het Hedendaags Theater en hij leidde in de periode 1987-1990 het dramatisch theater. Vanaf 1993 speelde hij bij het Hedenaags Theater.
- Bibsys: 10078359
- Bibliothèque nationale de France: cb15026417j (data)
- Catàleg d'autoritats de noms i títols de Catalunya: 981058524921306706
- CiNii: DA17080037
- Gemeinsame Normdatei: 130193208
- International Standard Name Identifier: 0000 0001 1445 532X
- Library of Congress Control Number: n79010894
- MusicBrainz: 5eba34aa-b2a7-4087-a098-ce66c372ef93
- Nationale Bibliotheek van Tsjechië: mub2010569617
- Nationale Bibliotheek van Israël: 987007444347005171
- Nationale Bibliotheek van Polen: a0000001266269
- Réseau des bibliothèques de Suisse occidentale: 02-A011656399
- Système universitaire de documentation: 076469697
- Virtual International Authority File: 60182658
- WorldCat: E39PBJrgCHrb6bHYkWphbFdhHC